# Perizoma effusa
Perizoma effusa là một loài bướm đêm trong họ Geometridae.